# Codonoboea
Codonoboea, biljni rod iz porodice gesnerijevki smješten u podtribus Didymocarpinae, dio tribusa Trichosporeae

## Opis
Codonoboea u svom sadašnjem širem smislu najveći je rod dikotiledonih biljaka u poluotočnoj Maleziji s preko 130 imenovanih vrsta. Botanička istraživanja slabo poznatih područja nastavljaju redovito otkrivati nove vrste Codonoboea. Codonoboea je ograničena na primarnu šumu gdje je sveprisutna od nizina do gorja, pojavljuje se na granitu, pješčenjaku i na tlima ili stijenama nastalim od kvarca, ali je primjetno odsutna na vapnencu i vodenim staništima. Raznovrsna je s obzirom na habitus (iako nema penjačica i epifitskih vrsta), morfologiju lista i cvijeta.
Središte raznolikosti je Malajski poluotok, ali vrste se također nalaze u Južnom Tajlandu, Sumatri, Singapuru, Borneu, Palawanu (Filipini), Sulawesiju i Novoj Gvineji.
Ovaj rod je imao mučnu taksonomsku povijest. Izvorno ju je opisao Ridley 1923. godine, a isprva je bila ograničena na samo tri vrste. Međutim, Codonoboea je bila loše definirana i na kraju je (nakon nekoliko međufaza) smanjena na dio unutar Didymocarpusa. Kada je sam Didymocarpus prošao redefiniciju, brojne vrste koje su sada Codonoboea prebačene su u Henckeliju, s klasterima vrsta u Indiji, Šri Lanki i na poluotoku Malaje.
Nedavne molekularne analize sada uvjerljivo pokazuju da se indijske i šrilankanske vrste Henckelia razlikuju od poluotočnih malezijskih vrsta, a među poluotočnim malezijskim vrstama, Loxocarpus vrste se također razlikuju i od Henckelia i drugih morfološki sličnih rodova. Ove vrste koje nisu Henckelia i Loxocarpus sada su smještene u rod Codonoboea koji je preostali valjano objavljeni naziv za ovu skupinu vrsta, a generički je opis proširen kako bi ih se prilagodio. 

## Vrste
1. Codonoboea alba (Ridl.) C. L. Lim
2. Codonoboea albina (Ridl.) Kiew
3. Codonoboea albomarginata (Hemsl.) Kiew
4. Codonoboea alternans (Ridl.) Kiew
5. Codonoboea alternifolia (C. B. Clarke) A. Weber
6. Codonoboea amoena (C. B. Clarke) A. Weber
7. Codonoboea angustifolia (C. B. Clarke) A. Weber
8. Codonoboea anthonyi (Kiew) C. L. Lim
9. Codonoboea appressipilosa (B. L. Burtt) D. J. Middleton
10. Codonoboea ascendens (Ridl.) C. L. Lim
11. Codonoboea atrosanguinea (Ridl.) C. L. Lim
12. Codonoboea bakoensis (B. L. Burtt) A. Weber
13. Codonoboea battamensis (Ridl.) A. Weber
14. Codonoboea beccarii (C. B. Clarke) A. Weber
15. Codonoboea bombycina (Ridl.) C. L. Lim
16. Codonoboea breviflora (Ridl.) Kiew
17. Codonoboea bullata (C. B. Clarke) A. Weber
18. Codonoboea caelestis Ridl.
19. Codonoboea calcarea (Ridl.) Kiew
20. Codonoboea castaneifolia (Ridl.) Kiew
21. Codonoboea codonion (Kiew) C. L. Lim
22. Codonoboea corneri (Kiew) Kiew
23. Codonoboea corniculata (Jack) D. J. Middleton
24. Codonoboea corrugata (Mendum) D. J. Middleton
25. Codonoboea craspedodroma (Kiew) Kiew
26. Codonoboea crenata (Baker) A. Weber
27. Codonoboea crinita (Jack) C. L. Lim
28. Codonoboea crocea (Ridl.) C. L. Lim
29. Codonoboea curtisii (Ridl.) C. L. Lim
30. Codonoboea davisonii (Kiew) Kiew
31. Codonoboea dawnii (Kiew) Kiew
32. Codonoboea densifolia (Ridl.) C. L. Lim
33. Codonoboea dentata (Ridl.) A. Weber
34. Codonoboea descendens (B. L. Burtt) A. Weber
35. Codonoboea doryphylla (B. L. Burtt) C. L. Lim
36. Codonoboea elata (Ridl.) Rafidah
37. Codonoboea elegans (C. B. Clarke) A. Weber
38. Codonoboea ericiflora (Ridl.) Ridl.
39. Codonoboea falcata (Kiew) Kiew
40. Codonoboea fasciata (Ridl.) C. L. Lim
41. Codonoboea filicalyx (B. L. Burtt) D. J. Middleton
42. Codonoboea flava (Ridl.) Kiew
43. Codonoboea flavescens (Ridl.) Kiew
44. Codonoboea flavobrunnea (Ridl.) Kiew
45. Codonoboea floribunda (M. R. Hend.) C. L. Lim
46. Codonoboea follicularis (C. B. Clarke) A. Weber
47. Codonoboea fraserensis Kiew
48. Codonoboea geitleri (A. Weber) C. L. Lim
49. Codonoboea glabrata (Ridl.) Kiew
50. Codonoboea gracilipes (C. B. Clarke) A. Weber
51. Codonoboea grandifolia (Ridl.) Kiew
52. Codonoboea heterophylla (Ridl.) C. L. Lim
53. Codonoboea hirsuta (Ridl.) C. L. Lim
54. Codonoboea hirta (Ridl.) Kiew
55. Codonoboea hispida (Ridl.) Kiew
56. Codonoboea holttumii (M. R. Hend.) C. L. Lim
57. Codonoboea humilis (Miq.) A. Weber
58. Codonoboea inaequalis (Ridl.) Kiew
59. Codonoboea johorica (Ridl.) Kiew
60. Codonoboea kelantanensis (Kiew) Kiew
61. Codonoboea kenaboiensis Syahida-Emiza, Y. Y. Sam & Siti-Munirah
62. Codonoboea kjellbergii (B. L. Burtt) Karton.
63. Codonoboea koerperi (B. L. Burtt) A. Weber
64. Codonoboea kolokensis (B. L. Burtt) D. J. Middleton
65. Codonoboea kompsoboea (C. B. Clarke) A. Weber
66. Codonoboea lanceolata (C. B. Clarke) A. Weber
67. Codonoboea lancifolia (M. R. Hend.) C. L. Lim
68. Codonoboea leiophylla (Kiew) C. L. Lim
69. Codonoboea leptocalyx (C. B. Clarke) A. Weber
70. Codonoboea leucantha (Kiew) Kiew
71. Codonoboea leucocodon (Ridl.) Ridl.
72. Codonoboea lilacina (Ridl.) Ridl.
73. Codonoboea longipes (C. B. Clarke) Kiew
74. Codonoboea malayana (Hook. fil.) Kiew
75. Codonoboea marginata (C. B. Clarke) C. L. Lim
76. Codonoboea mentigiensis Kiew
77. Codonoboea miniata (Kiew) C. L. Lim
78. Codonoboea modesta (Ridl.) Kiew
79. Codonoboea murutorum (B. L. Burtt) A. Weber
80. Codonoboea myricifolia (Ridl.) A. Weber
81. Codonoboea nervosa (C. B. Clarke) A. Weber
82. Codonoboea nitida (Kiew & A. Weber) Kiew
83. Codonoboea nivea Kiew
84. Codonoboea norakhirrudiniana Kiew
85. Codonoboea oreophila Kiew ex C. L. Lim
86. Codonoboea padangensis Kiew
87. Codonoboea pagonensis (B. L. Burtt) A. Weber
88. Codonoboea parviflora (Ridl.) Kiew
89. Codonoboea pauziana (Kiew) Kiew
90. Codonoboea pectinata (C. B. Clarke ex Oliv.) Kiew
91. Codonoboea personatiflora Kiew & Y. Y. Sam
92. Codonoboea platypus (C. B. Clarke) C. L. Lim
93. Codonoboea pleuropogon (B. L. Burtt) A. Weber
94. Codonoboea polyanthoides (Kiew) C. L. Lim
95. Codonoboea poopathii D. J. Middleton
96. Codonoboea porphyrea (B. L. Burtt) D. J. Middleton
97. Codonoboea primulina (Ridl.) Kiew
98. Codonoboea pulchella (Ridl.) C. L. Lim
99. Codonoboea pumila (Ridl.) C. L. Lim
100. Codonoboea punctata (B. L. Burtt) A. Weber
101. Codonoboea puncticulata (Ridl.) C. L. Lim
102. Codonoboea pyroliflora (Ridl.) Kiew
103. Codonoboea quinquevulnera (Ridl.) C. L. Lim
104. Codonoboea racemosa (Jack) A. Weber
105. Codonoboea ramosa (Ridl.) Kiew
106. Codonoboea reptans (Jack) C. L. Lim
107. Codonoboea reticulosa (C. B. Clarke) A. Weber
108. Codonoboea rheophytica Kiew
109. Codonoboea ridleyana (B. L. Burtt) Kiew
110. Codonoboea robinsonii (Ridl.) Kiew
111. Codonoboea rubiginosa (Ridl.) C. L. Lim
112. Codonoboea rugosa (Ridl.) C. L. Lim
113. Codonoboea ruthiae Syahida-Emiza, Y. Y. Sam & Siti-Munirah
114. Codonoboea salicina (Ridl.) C. L. Lim
115. Codonoboea salicinoides (Kiew) C. L. Lim
116. Codonoboea sallehuddiniana C. L. Lim
117. Codonoboea scabrinervia (C. B. Clarke) A. Weber
118. Codonoboea serrata (R. Br.) A. Weber
119. Codonoboea serratifolia (Ridl.) Kiew
120. Codonoboea simplex (Kraenzl.) A. Weber
121. Codonoboea soldanella (Ridl.) C. L. Lim
122. Codonoboea stolonifera (Kiew) Kiew
123. Codonoboea tembatensis Kiew
124. Codonoboea teres (C. B. Clarke) A. Weber
125. Codonoboea tiumanica (Burkill ex Ridl.) C. L. Lim
126. Codonoboea urticoides (A. Weber) Kiew
127. Codonoboea venusta (Ridl.) Kiew
128. Codonoboea virginea (B. L. Burtt) A. Weber
129. Codonoboea viscida (Ridl.) Kiew
130. Codonoboea vulcanica (Ridl.) A. Weber
131. Codonoboea woodii (Merr.) A. Weber
132. Codonoboea yongii (Kiew) C. L. Lim